# Roy Helge Olsen

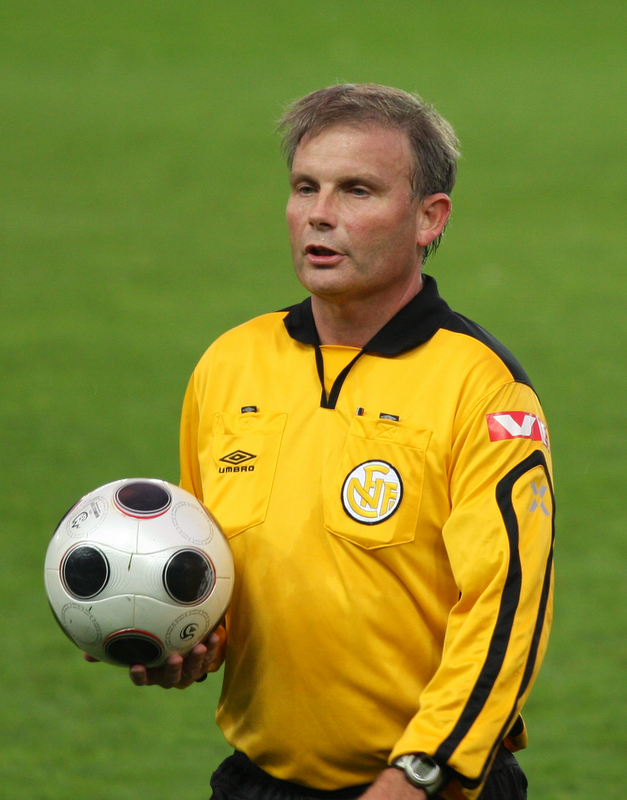
Roy Helge Olsen

Roy Helge Olsen (Kristiansand, 19 januari 1965) is een voormalig voetbalscheidsrechter uit Noorwegen. Hij was FIFA-arbiter van 1992 tot 2002, en was onder meer actief bij het EK onder 19 jaar in 1993 (Engeland). Olsen leidde tweemaal de finale van de strijd om de Noorse beker: Strømsgodset IF–Rosenborg BK (1991) en Vålerenga IF–Strømsgodset IF (1997). 

## Interlands
| Datum            | Wedstrijd                      | Uitslag | Competitie        | Kreeg geel | Kreeg voor de tweede keer geel en dus rood | Weggestuurd |
| ---------------- | ------------------------------ | ------- | ----------------- | ---------- | ------------------------------------------ | ----------- |
| 16 augustus 1995 | Zweden – Verenigde Staten      | 1 – 0   | Vriendschappelijk | 3          | 0                                          | 0           |
| 9 november 1996  | Denemarken – Frankrijk         | 1 – 0   | Vriendschappelijk | 0          | 0                                          | 0           |
| 14 oktober 1998  | Ierland – Malta                | 5 – 0   | EK-kwalificatie   | 1          | 0                                          | 0           |
| 1 februari 2001  | Zweden – Finland               | 0 – 1   | Nordic Cup        | 2          | 0                                          | 0           |
| 2 juni 2001      | Spanje – Bosnië en Herzegovina | 4 – 1   | WK-kwalificatie   | 3          | 0                                          | 0           |
| 10 november 2001 | Griekenland – Estland          | 4 – 2   | Vriendschappelijk | 1          | 0                                          | 0           |
| 14 mei 2002      | Wales – Duitsland              | 1 – 0   | Vriendschappelijk | 5          | 0                                          | 0           |